# Skull and Crown
Pour plus de détails, voir Fiche technique et Distribution.
Skull and Crown est un film américain réalisé par Elmer Clifton, sorti en 1936, dans lequel apparaît Rintintin. Ce fut le dernier film de Molly O'Day.

## Synopsis
Rin-Tin-Tin participe à l'arrestation du meurtrier de sa maîtresse...

## Fiche technique
- Titre original : Skull and Crown
- Titre français : La Fin de Zorro, La Fin d'El Zorro ou Crâne et couronne[1]
- Réalisation : Elmer Clifton
- Scénario : James Oliver Curwood, Bennett Cohen, Carl Krusada
- Producteur : Bernard B. Ray, Harry S. Webb
- Société(s) de production : Reliable Pictures Corporation
- Pays d'origine :  États-Unis
- Langue originale : anglais
- Format : noir et blanc - 35 mm - 1,37:1 - Mono
- Genre : Aventure
- Durée : 56 minutes
- Dates de sortie :
  - États-Unis : 5 janvier 1936
  - France : 28 juin 1938[1]

## Distribution
- Rin Tin Tin Jr. : Rinty
- Regis Toomey : Bob Franklin
- Jack Mulhall : Ed
- Molly O'Day : Ann Norton
- Jack Mower : King
- Lois January : Barbara Franklin
- James Murray : Henchman Matt
- John Elliott : John Norton
- Tom London : Jennings
- Milburn Morante : Miller

### Source de traduction
- (en) Cet article est partiellement ou en totalité issu de l’article de Wikipédia en anglais intitulé « Skull and Crown » (voir la liste des auteurs).